# مهمة تصوير الكواكب الخارجية الصالحة للحياة

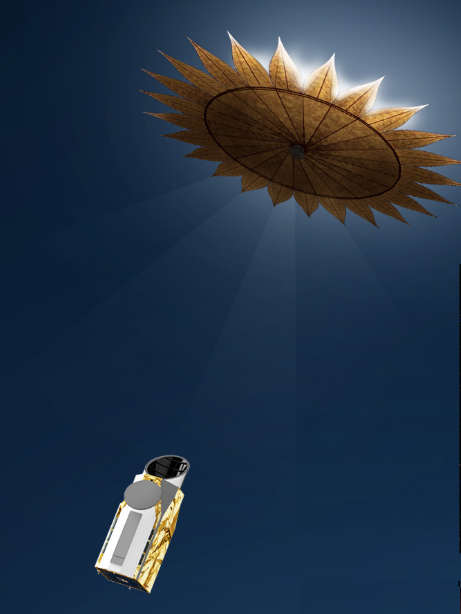

مهمة تصوير الكواكب الخارجية الصالحة للحياة (هاب أكس) هي مفهوم تصوري لتلسكوبٍ فضائي مُصممٍ للبحث عن الكواكب الخارجية الصالحة للحياة بحجم الأرض في النطاقات الصالحة للحياة حول نجومها، حيث يمكن أن توجد المياه السائلة. يهدف تلسكوب هاب أكس إلى فهم مدى شيوع العوالم الأرضية خارج النظام الشمسي وتحديد خصائصها. سيكون هاب أكس تلسكوباً للضوء المرئي، والأشعة فوق البنفسجية، والأشعة تحت الحمراء، سيستخدم أيضاً مطيافاتٍ لدراسة الأغلفة الجوية للكواكب، وضوء النجوم المحجوب إما باستخدام مِرسام أكليلي داخلي أو حاجبٍ نجمي خارجي.
اقتُرح المفهوم الأولي، الذي ما يزال قيد الصياغة، في عام 2016 ليصبح المرصد الفضائي التالي ضمن برنامج فلاج شيب (المهمات العلمية الاستراتيجية الكبيرة). إذا اختير في عام 2020، ثم يُطلَق، فسوف يعمل في نقطة لاغرانج الثانية إل 2.

## نظرة عامة
في عام 2016، بدأت ناسا تفكر في أربعة تلسكوباتٍ فضائية ضمن مشروع فلاج شيب، وهي: مهمة التصوير الكواكب الخارجية الصالحة للحياة (هاب أكس)، ومسّاح الأشعة البصرية تحت الحمراء وفوق البنفسجية الكبير (أل يو في أوه آي آر)، وتلسكوب أوريجينز سبيس، ومسّاح لينكس للأشعة السينية. في عام 2019، ستسلّم الفرق الأربعة الخاصة بكل تلسكوب تقاريرها النهائية إلى الأكاديمية الوطنية للعلوم، إذ تقدّم لجنة المسح العشري المستقلة الخاصة بها المشورة لناسا بخصوص المهمات التي يجب أن تحظى بالأولوية القصوى. سيجري الاختيار في أواخر عام 2020، وسيُطلق التلسكوب المُختار في عام 2035 تقريباً.
مهمة تصوير الكواكب الخارجية الصالحة للحياة (هاب أكس) هي مفهوم مهمةٍ تهدف لتصوير أنظمة الكواكب حول النجوم الشبيهة بالشمس. سيكون هاب أكس قادراً على رصد جميع أنواع الكواكب. ومع ذلك، فإن هدفه الرئيس هو تصوير الكواكب الخارجية الصخرية ذات الحجم الأرضي بشكلٍ مباشر، ودراسة مكونات أغلفتها الجوية. من خلال قياس أطياف هذه الكواكب، سيبحث هاب أكس عن العلامات الداعمة للحياة (البصمات الحيوية) مثل الماء، وسيكون حساساً لوصف الغازات في الأغلفة الجوية للكواكب التي قد تشير إلى وجود نشاطٍ بيولوجي، مثل الأكسجين أو الأوزون.

## الدوافع والأهداف العلمية
يتمثل هدف هاب أكس العلمي الرئيس في اكتشاف الكواكب الخارجية ذات الحجم الأرضي في النطاقات الصالحة للحياة حول نجوم النسق الأساسي القريبة من الشمس ووصفها، وسيدرس المدى الكامل للكواكب الخارجية الموجودة داخل الأنظمة الكوكبية بالإضافة لإتاحة مدى واسع من علوم الفيزياء الفلكية العامة.
على وجه الخصوص، ستُصمم المهمة للبحث عن علامات على قابلية الحياة والبصمات الحيوية في الأغلفة الجوية للكواكب الصخرية ذات الحجم الأرضي الموجودة في النطاق الصالح للسكن حول النجوم الشمسية القريبة. تقع ميزات الامتصاص الإشعاعي لكلٍ من الميثان، والماء، والأمونيا، وأول أكسيد الكربون وميزات الانبعاث الإشاعاي لكلٍ من الصوديوم والبوتاسيوم في مدى الأطوال الموجية لعمليات رصد هاب أكس المتوقعة.
مع وجود تباينٍ أفضل بـ 1000 مرةٍ مما يستطيع تلسكوب هابل الفضائي تحقيقه، يمكن لهاب أكس دراسة هياكل الغبار الكوني الكبيرة، لتتبع أثر جاذبية الكواكب. من خلال تصوير العديد من أقراص الكواكب الأولية الباهتة لأول مرة، سيتمكن هاب أكس من إجراء دراسات مقارنة لمخزون الغبار وخصائصه عبر مجموعة واسعة من التصنيفات النجمية. سيضع ذلك النظام الشمسي في منظورٍ لا يعتمد على عدد الكواكب الخارجية فحسب، بل أيضاً على تشكلات الأحزمة الغبارية.

### القياسات الفلكية
يمكن إجراء عمليات الرصد الفلكية والفيزيائية الفلكية العامة إذا بُرِّرت بعائدها العلمي الكبير دون أن تتعارض مع أهم الأهداف العلمية للكواكب الخارجية والأساليب الهيكلية المُفضلة. يجري الآن النظر في مجموعةٍ واسعةٍ من التحقيقات لبرنامج هاب أكس للفيزياء الفلكية العامة. إذ تتراوح بين دراسات التسرب المجري وعودة التأين المتوسط بين المجري من خلال قياس جزء الهروب للفوتونات المؤينة، ودراسات دورة حياة الباريونات أثناء تدفقها داخل المجرات وخارجها، ودراسات المجموعات النجمية المُحللة -بما في ذلك تأثير النجوم الضخمة وظروف البيئة المحلية الأخرى- على معدل تشكل النجوم وتاريخها. تشمل التطبيقات الثانوية الأخرى عمليات الرصد الفلكية للمجرات القزمة المحلية للمساعدة في تحديد طبيعة المادة المظلمة، ولقياس القيمة المحلية لثابت هابل بدقة.

## المواصفات الأولية المرغوبة
استناداً إلى الدوافع والأهداف العلمية، يأخذ الباحثون -بعين الاعتبار- التصويرَ المباشر والتحليل الطيفي لضوء النجوم المنعكس ضمن الطيف المرئي، مع امتداداتٍ محتملة للأشعة فوق البنفسجية وأجزاء الأشعة تحت الحمراء القريبة للطيف. يحتوي التلسكوب على مرآة متجانسة أساسية يبلغ قطرها 4 أمتار.
يتراوح مدى الحد الأدنى المطلق للطول الموجي المتصل بين 0.4 و1 ميكرون، مع امتدادات ممكنة للطول الموجي القصير إلى أقل من 0.3 ميكرون وامتداداتٍ للأشعة تحت الحمراء القريبة تصل إلى 1.7 ميكرون أو حتى 2.5 ميكرون، اعتماداً على التكلفة وتعقيدات التصميم.
لوصف الأغلفة الجوية للكواكب الخارجية، سيطلب كشف الأطوال الموجية الأكبر حجاباً نجمياً أكبر، كما هو مقترحٌ لمهمة نيو وورلدز (العوالم الجيدة)، أو تلسكوباً أكبر لتقليل كمية ضوء الخلفية. يمكن استعمال مرسامٍ إكليلٍ صغيرٍ حلًّا بديلًا لذلك. سيتطلب وصف الكواكب الخارجية ضمن أطوال موجية أقل من 350 نانومتر تقريباً قطاراً بصرياً (أي مجموعة من الأدوات البصرية) عالي التباين ذا حساسيةٍ للأشعة فوق البنفسجية للحفاظ على نفس معدل الإنتاجية، سيزيد ذلك من صرامة متطلبات مقدمة الموجة، سواء كان ذلك بالنسبة للحجاب النجمي أو هيكل المرسام الإكليلي. ستفتح هذه الدقة المكانية العالية وعمليات الرصد عالية التباين الأبوابَ أمام إمكانياتٍ فريدة من نوعها لدراسة تشكل النجوم والمجرات وتطورها.

### البصمات الحيوية
سيبحث هاب أكس عن غازاتٍ محتملة ذات بصمةٍ حيوية في الأغلفة الجوية للكواكب الخارجية، مثل الأكسجين الجزيئي (0.69 و0.76 ميكرون) وناتج تحلله الضوئي: الأوزون. من ناحية الطول الموجي الطويل، ما يتيح تمديد عمليات الرصد، فتشمل 1.7 ميكرون إمكانية البحث عن بصماتٍ حيويةٍ مائيةٍ قريبة إضافية (عند 1.13 و1.41 ميكرون)، وسيسمح أيضاً بالبحث عن أدلةٍ لتحديد ما إذا كانت هذه الغازات المكتشفة قد نتجت عن عملياتٍ حيوية (على سبيل المثال، من خلال البحث عن ميزات من ثاني أكسيد الكربون، وأول أكسيد الكربون، والأكسجين الرباعي). سوف تسمح الإمكانية الإضافية لكشف الأشعة تحت الحمراء حتى 2.5 ميكرون بالبحث عن ميزات ثانوية مثل الميثان الذي قد يرتبط مع العمليات البيولوجية. إضافة إلى  ذلك سيسمح كشف الأشعة فوق البنفسجية بالتمييز بين الغلاف الجوي الحيوي الغني بالأكسجين الجزيئي والغلاف الجوي غير الحيوي الغني بثاني أكسيد الكربون استناداً إلى  امتصاص الأوزون بمقدار 0.3 ميكرون.
يمكن إنتاج الأكسجين الجزيئي عبر العمليات الجيوفيزيائية، وقد ينتج بصفته نتيجة ثانوية لعملية التركيب الضوئي من خلال أشكال الحياة الموجودة، لذلك فعلى الرغم من كونه دليلاً مشجعاً على وجود الحياة، فإن الأكسجين الجزيئي ليس بصمةً حيويةً موثقة، ويجب النظر إليه وفقاً لسياقه البيئي.